# Nemška Loka
Nemška Loka je naselje v občini Kočevje.